# Johann M. K. Blumenthal

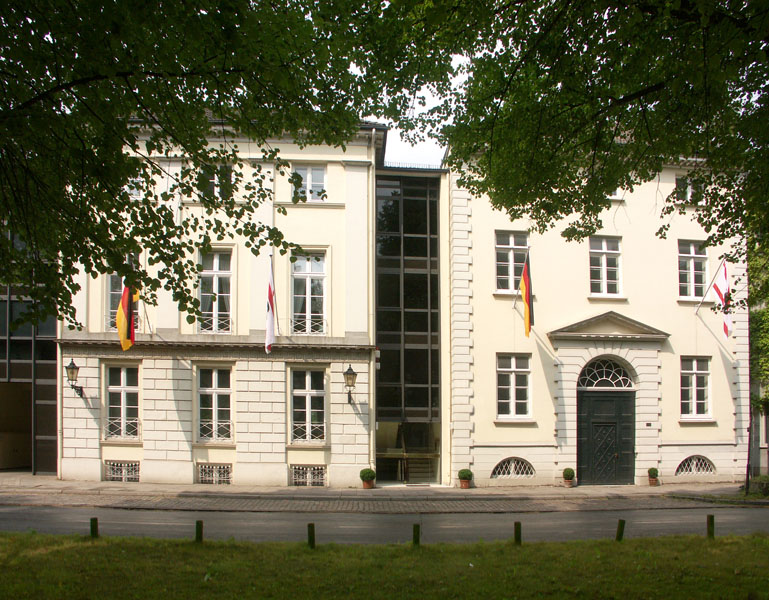
Verwaltungsgebäude der Reederei Johann M. K. Blumenthal

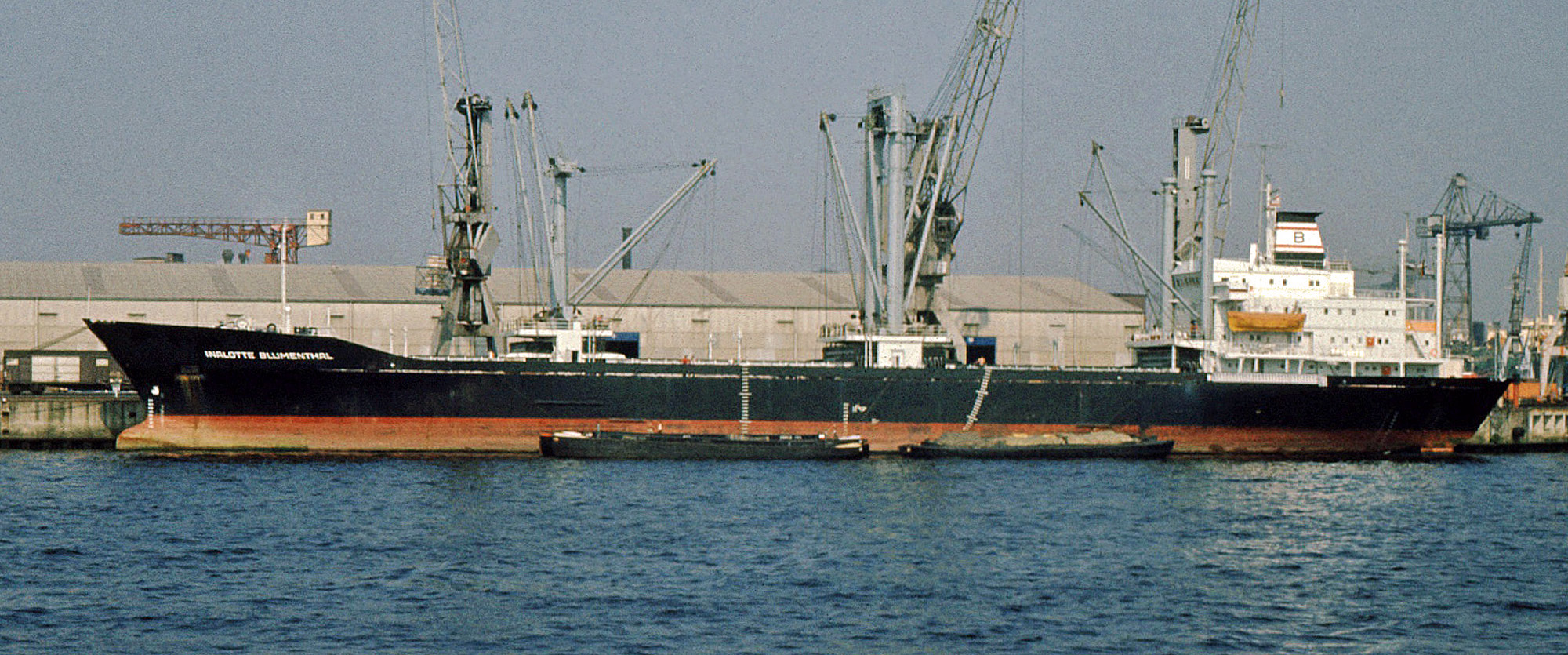
Inalotte Blumenthal als typisches Frachtschiff der 1970er Jahre

Die Reederei Johann M. K. Blumenthal ist eine deutsche Reederei mit Sitz in Hamburg-Altona.

## Geschichte
Das Unternehmen wurde im Juni 1901 von Johann M. K. Blumenthal und Hans Böse als Blumenthal & Böse gegründet. Es ist damit eine der ältesten Reedereien Deutschlands. Das Unternehmen entwickelte sich zu einer der größten Trampschifffahrtsgesellschaften seiner Zeit.
Die Schiffe der Reederei gingen im Zweiten Weltkrieg verloren. Nach dem Krieg baute der Enkel von Blumenthal, Hans-Edwin Reith, das Unternehmen wieder auf.
Die Reederei Johann M. K. Blumenthal wurde mit der Trennung der Gebrüder Reith Mitte des Jahres 2005 neu aufgebaut. Die gemeinsame Gesellschaft „Orion“ Schiffahrts-Gesellschaft Reith & Co. wurde in »Orion« Bulkers und Reederei Johann M. K. Blumenthal gespalten. Die beiden Unternehmen arbeiten seither getrennt.

## Flotte
Das Unternehmen betreibt eine Flotte von rund dreißig verschieden großen Massengutschiffen sowie einem Containerschiff (Stand: Anfang 2013). Die Flotte besteht neben gebraucht erworbenen Frachtern auch aus Schiffen, die das Unternehmen bei Werften in Deutschland, Japan, Korea und China in Auftrag gegeben hat.

## Sonstiges
Im April 2009 wurde das Schiff Patriot der Reederei vor der ostafrikanischen Küste von Piraten gekapert. Das Schiff wurde im Mai 2009 wieder freigegeben.
2018 wurde der Frachter Comet im ukrainischen Hafen Mariupol festgesetzt und 3000 Tonnen Metallfracht konfisziert, die von einem Betrieb in der von Separatisten kontrollierten Volksrepublik Lugansk stammten, weil der Handel mit Separatisten von der Ukraine verboten ist.
Im März 2019 wurde der Massengutfrachter Anna-Elisabeth von der Australian Maritime Safety Authority vorübergehend in Port Kembla festgesetzt, nachdem es Beschwerden der Besatzung wegen der Arbeitsbedingungen an Bord gegeben hatte.